# Etiopská katolická církev

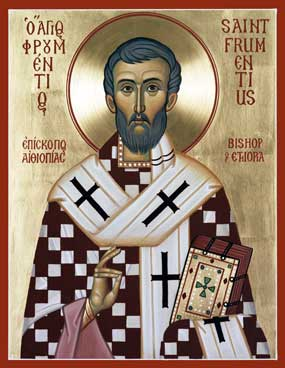
Sv. Frumentius

Etiopská katolická církev je církev, která je sjednocena s Římem a uznává autoritu papeže. Kromě etiopské katolické církve existuje zde ještě i řádově větší etiopská pravoslavná církev. Obě církve sdílejí spolu liturgické tradice. Mají také stejné modlitby, zvyky i oddanost Panně Marii, avšak liší se svým chápáním svátosti, uznáním prvenství papeže. Etiopská katolická církev se snaží o bratrskou spolupráci s etiopskou ortodoxní církví. Do roku 2015 byli její součástí i věřící z Eritreje, ale ti nyní tvoří eritrejskou katolickou církev.

## Historie
Katolická církev v Etiopii působí už od počátku křesťanství. Již ve 4. století byl v Etiopii vysvěcen první biskup Svatý Frumentius. Ten byl vysvěcen patriarchou Alexandrie, jenž byl ve spojení s římským biskupem. V 6. století však došlo k oddělení církve v Alexandrii a Etiopii od církve v Římě z důvodu Christologického nedorozumění. Od 13. století přicházeli do Etiopie misionáři, aby znovu zavedli katolictví. Ve 14. století poslal papež Evžen IV. misionáře katolictví do Etiopie s dopisem pro etiopského císaře s myšlenkou sjednocení se s katolickou církví, ale tato snaha byla neúspěšná. V 16. století byla v Etiopii ohrožena existence křesťanství. Země byla pod neustálými útoky Turků a Muslimů. Tyto útoky vyvrcholily v roce 1531. Už v roce 1520 navázala Etiopie kontakty s Portugalci. Ti Etiopii pomohli s dlouhotrvajícím bojem proti Turkům a muslimům. Pomoc dorazila formou vojenské podpory, která nakonec porazila islámské armády v roce 1543. Spolu s Portugalci přišli do Etiopie i jezuitští misionáři, kteří se snažili o to, aby sjednotili etiopskou ortodoxní církev s církví katolickou. Zaměřili se především na představitele politické moci v zemi i na samotného císaře. Jejich snaha se jim nakonec vyplatila a v roce 1622 bylo katolictví vyhlášeno státním náboženstvím. V nadcházejícím roce byl jako patriarcha etiopské církve jmenován portugalský jezuita Alfonso Mendez. Nato byla vytvořena formální unie v roce 1626, když Alfonso Mendez přijel do země. Tato unie byla stanovena na dobu trvání deset let. Mendezovi byla uložena řada latinizací na etiopskou liturgii, zvyky. Toto se pak snažil prosadit etiopský císař Susenyos, avšak velice krutým způsobem, což nakonec vedlo k násilné reakci veřejnosti. Tato reakce měla za následek úmrtí císaře Susenyose v roce 1632 a v následném roce také vyhnání nebo popravení jezuitských misionářů. Z tohoto důvodu byla země pro další katolickou misijní činnost na dalších 200 let uzavřena. To se však změnilo v roce 1839, kdy došlo k obnovení katolické misijní činnosti zejména příjezdem Msgr. Giustinem De Jacobisem a později v roce 1846 kardinálem Massajou. Zpočátku to bylo však velmi těžké, protože tady existovalo stále silné veřejné nepřátelství. Až když v roce 1889 nastoupil na trůn císař Menelik II., objevila se tady znovu možnost volně provádět misionářskou činnost v zemi. Během let 1935 – 1941, kdy byla země pod italskou okupací, došlo k rozšíření katolické misijní činnosti. Stejně tak tomu bylo i v Eritreji, která byla kolonií Itálie už od roku 1889. V roce 1940 pozval císař Haile Selassie jezuitské kněze s cílem založit univerzitu, která nesla název podle samotného císaře (první univerzita v Etiopii).

## Současná situace

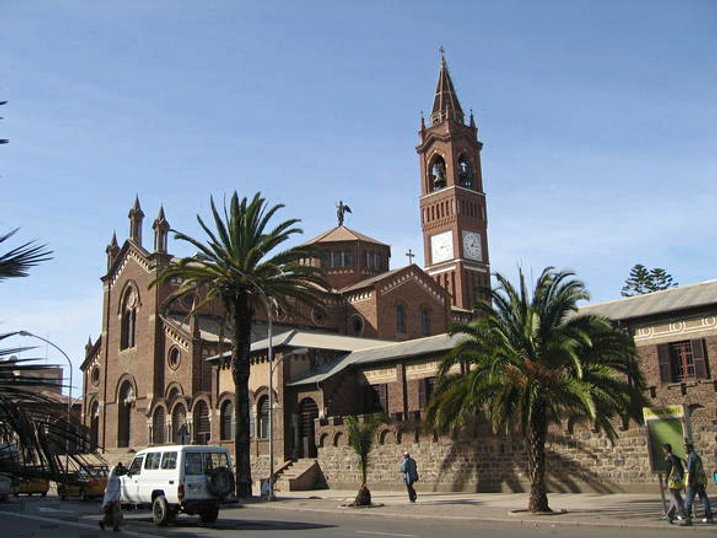
Kostel v Asmaře

Současná církevní struktura etiopské katolické církve pochází z roku 1961, kdy bylo založeno metropolitní arcibiskupství (archieparchie) v Addis Abebě a eparchiální diecéze v Asmaře a Adigratu. Největší počet katolíků se soustřeďuje právě v Addis Abebě, což je hlavní město Etiopie a v Asmaře. Kromě toho byly vytvořeny i dvě nové eparchie, čili diecéze na území dnešní Eritreje, která dříve patřila Etiopii, než se oddělila a získala nezávislost v roce 1993. Tyto dvě nové diecéze vznikly v Kerenu a Barentu v roce 1995.
Stejně jako v jiných zemích se i v Etiopii katolická církev dělí na územní obvody, které jsou řízeny biskupy. Ti ve své činnosti spolupracují s dalšími duchovními osobami, kterými jsou kněží, řeholní sestry a další. Každý biskup ve svém spravovaném obvodu poskytuje osobám náboženskou a sociální péči, za kterou je zodpovědný.
V dnešní době představují katolíci asi 0,9% obyvatel země.

## Etiopský katolický sekretariát
Vznikl v roce 1965 a své první organizační struktury dosáhl v roce 1971. V roce 1973 byla pak schválena Ústava a založena správní rada Etiopského katolického sekretariátu, jejíž předsedou je arcibiskup Metropolitní archieparchie (arcibiskupství) v Addis Abebě, který je považován za hlavu katolické církve v Etiopii. V letech 1974 až 1985 se Etiopský katolický sekretariát zaměřil na shromažďování a distribuci léků a potravin. V roce 1999 byla schválena nová současná Ústava. Podle této Ústavy tvoří Etiopský katolický sekretariát Komise pro pastorační činnosti a Sociální a rozvojová komise.
Sociální a rozvojová komise se včetně sociální a rozvojové činnosti zabývá humanitární pomocí v Etiopii, což provádí jménem Diecézního katolického sekretariátu a zdravotnických zařízení v zemi.
Etiopský katolický sekretariát je neziskovou organizací Etiopské katolické církve a jeho hlavními cíli jsou podpora lidského rozvoje, prosperita, sociální péče a podpora. Mezi hlavní aktivity tohoto sekretariátu patří zejména podpora spolupráce a kontaktu s církvemi, humanitárními organizacemi nebo jednotlivci v zemi i v zahraničí, ale i spolupráce a koordinace činností Diecézního katolického sekretariátu.

## Seznam eparchií
- Archeparchie Addis Abeba
- Eparchie Adigrat
- Eparchie Emdeberu
- Eparchie Bahyr Dar-Desje